# アデマール・ダ・シルバ
アデマール・フェレイラ・ダ・シルバ (Adhemar Ferreira da Silva、1927年9月29日- 2001年1月12日)は、ブラジルの元陸上競技選手。男子三段跳の元世界記録保持者で、1952年ヘルシンキオリンピックから2大会連続で金メダルを獲得したことで有名。

## 経歴
サンパウロの貧しい家庭に生まれたシルバはドイツ人のコーチの下1947年に三段跳をはじめた。すぐに彼はその才能を開花させ、ブラジル記録を更新。1948年ロンドンオリンピックの代表に選出される。彼の最初のオリンピックは14位という結果に終わったものの、1952年ヘルシンキオリンピックでは16.22mの世界新記録で金メダルを獲得。さらに4年後の1956年メルボルンオリンピックも制し、2大会連続の金メダルを獲得した。
1959年には、同年にカンヌ映画祭でパルム・ドールを獲得したマルセル・カミュの作品「黒いオルフェ」に出演している。

## 世界記録
- 16.00m　1950年12月3日　(世界タイ)
- 16.01m　1951年9月30日
- 16.12m　1952年7月23日
- 16.22m　1952年7月23日
- 16.56m　1955年3月16日